# Wellensteinhöhle

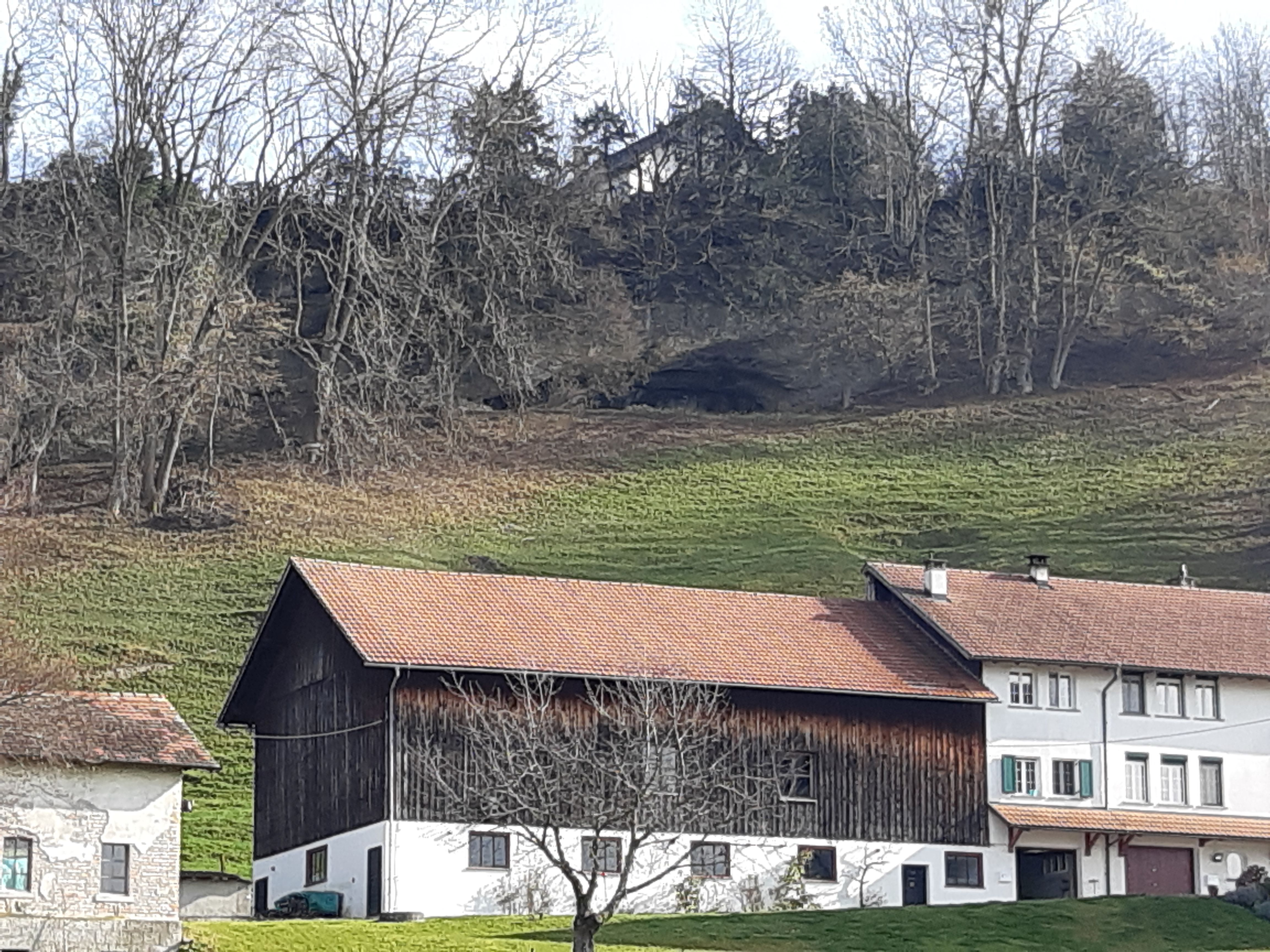
Die Wellensteinhöhle von der Landstraße L 1 aus gesehen im Februar 2020. Davor der Ansitz Wellenstein

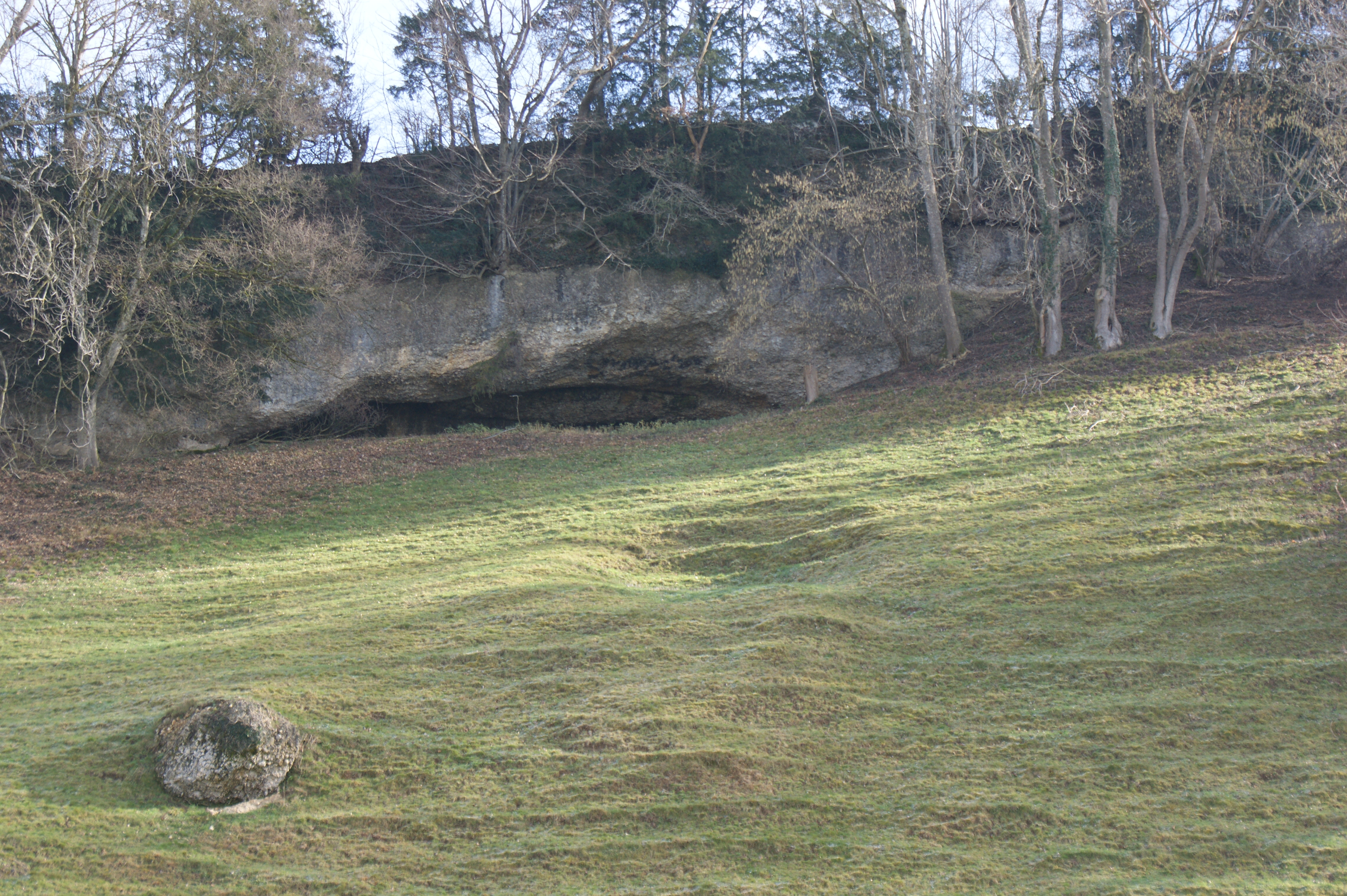
Wellensteinhöhle

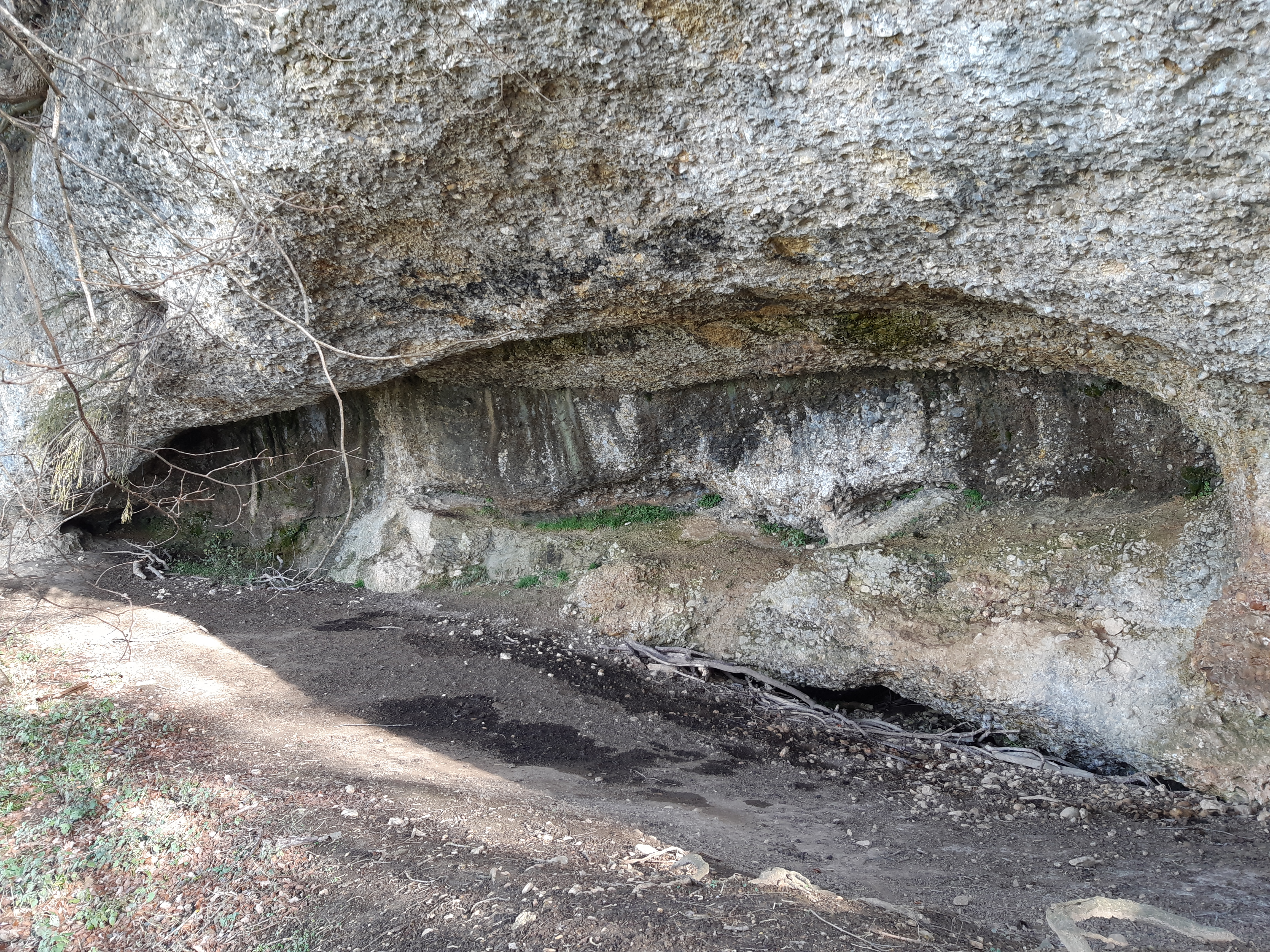
Nahaufnahme

Das Naturdenkmal Wellensteinhöhle befindet sich in der Parzelle Wellenstein in der Gemeinde Lochau in Vorarlberg, Österreich. Es handelt sich um einen längeren Felsüberhang (Halbhöhle) in der Nagelfluhwand am „Langen Stein“ unterhalb der Straße Am Stein, oberhalb des Ansitz Wellenstein bei der Straßengabelung: Bregenzer Straße / Lindauer Straße L 190 / Landstraße L 1 (beim Kleindenkmal Langer Stein), am Fuß des Pfänders auf etwa 452 m ü. A.

## Entstehung, Größe, Funde
Die Entstehung dieses Felsüberhanges (Halbhöhle) erfolgte durch die Verwitterung des dem Nagelfluh untergelagerten Mergels, wodurch die höhlenartige Struktur, der tiefe Felsüberhang, entstand. Der größte Felsüberhang, der auch wissenschaftlich untersucht wurde, liegt etwa 25 Meter über dem heutigen Niveau des Bodensees und hat eine Weite von rund 24 Metern, ist maximal 7 Meter tief und an der höchsten Stelle etwa 7 Meter hoch. Es wurde hier bei Grabungen 1910/1911 eine vorgeschichtliche Siedlung nachgewiesen. Dabei wurden Gefäßfragmente, geglättete und gespaltene Knochen sowie eine breitkonische Urne unter einer unregelmäßigen Tuffsteinplatte gefunden (siehe: Urnenfelderkultur von 1300 bis 800 v. Chr.). Unter dem heutigen Niveau dieser Halbhöhle (Balme) wurde eine neun Meter tiefe Höhle mit Knochenresten gefunden. Diese Höhle ist bis zu 1,85 Meter hoch und hat eine Fläche von etwa 50 m². Von dieser Höhle geht ein weiterer Seitenast mit etwa 6 Meter Länge und 2 Meter Breite ab, der jedoch sehr weitgehend verfüllt ist. Diese Höhle ist nicht mehr zugänglich.